# Harold Rusland
Harold Hubert Rusland (26 juni 1938 – 28 januari 2023) was een Surinaams onderwijzer, bestuurder en politicus. Hij was voorzitter van verschillende onderwijsvakbonden. Van 1973 tot 1977 was hij Statenlid en van 1980 tot 1983 was hij minister van Onderwijs.

## Biografie
Harrold Rusland was onderwijzer van beroep. Als bestuurder was hij onder meer voorzitter van de Christelijke Onderwijzers Bond 'Broederschap' en secretaris van de discussiegroep Kra (geest) van studenten van onderwijzersopleidingen, de Surinaamse Rechtsschool en de Medische school. Begin 1968 werd hij gekozen tot voorzitter van de toen opgerichte onderwijsbond FOLS (Federatie van Onderwijzers en Leraren in Suriname) die een jaar later betrokken was bij de onderwijzersstaking die het kabinet-Pengel II ten val bracht.
Bij de verkiezingen op 24 oktober 1969 stond hij in de kieskring Paramaribo meteen na Eddy Bruma op de kandidatenlijst van de Partij Nationalistische Republiek (PNR). De PNR haalde daar één zetel zodat alleen Bruma werd verkozen. FOLS werd een onderdeel van de in 1971 opgerichte ambtenarenvakbond CLO waarvan Rusland van 1971 tot 1980 de voorzitter was. De CLO was in die periode verwant aan de PNR.
Bij de verkiezingen van 1973 werd Rusland namens de PNR, die toen onderdeel uitmaakte van de Nationale Partij Kombinatie (NPK), gekozen tot lid van de Staten van Suriname. In die periode, toen hij zowel statenlid als vakbondsleider was, maakte hij zich sterk voor het een korte termijn onafhankelijk Suriname wat eind 1975 gebeurde. Bij de verkiezingen in 1977 maakte de PNR geen deel meer uit van de NPK. Aangezien de PNR bij die verkiezingen geen enkele zetel binnenhaalde kwam hij dus niet terug in het parlement.
Na de Sergeantencoup van 1980 werd Rusland minister van Onderwijs in eerst de kabinetten Chin A Sen I en II en later het kabinet-Neijhorst. Kort na de Decembermoorden van 1982 stapte het gehele kabinet-Neijhorst op. Na zijn actieve loopbaan in de politiek werd hij nog vele malen ingeschakeld als bemiddelaar in conflicten tussen vakbonden en de regering.
In mei 2022 kreeg hij gezondheidsklachten die hij niet meer te boven is gekomen. Na uiteindelijk een ziekbed van enkele maanden overleed hij op 28 januari 2023. Harold Rusland is 84 jaar oud geworden.

## Familie
Zijn zoon Gregory Rusland was in het derde kabinet van Venetiaan (2005-2010) minister van Natuurlijke Hulpbronnen en is sinds 2010 leider van de NPS en sinds 2025 vicepresident van Suriname. Zijn andere zoon Andy Rusland was minister van Financiën (2014-2015) in het eerste kabinet van Bouterse en werd in het 2e kabinet Bouterse de minister van Transport, Communicatie en Toerisme tot de opheffing van het ministerie in 2017. 